# Адміністративний устрій Чортківського району
Адміністративний устрій Чортківського району — адміністративно-територіальний поділ Чортківського району Тернопільської області на 1 селищну і 2 сільські громади та 33 сільські ради, які об'єднують 57 населених пунктів та підпорядковані Чортківській районній раді. Адміністративний центр — місто Чортків, що є містом обласного значення та до складу району не входить.

## Список громадЧортківського району
- Білобожницька сільська громада
- Заводська селищна громада
- Колиндянська сільська громада

## Список радЧортківського району
| №  | Назва                            | Центр               | Населені пункти                  | Площа км² | Місце за площею | Населення (2001), осіб | Місце за населенням |
| -- | -------------------------------- | ------------------- | -------------------------------- | --------- | --------------- | ---------------------- | ------------------- |
| 1  | Базарська сільська рада          | с. Базар            | с. Базар                         | 22,639    | 15              | 994                    | 22                  |
| 2  | Бичківська сільська рада         | с. Бичківці         | с. Бичківці                      | 17,179    | 25              | 836                    | 27                  |
| 3  | Білівська сільська рада          | с. Біла             | с. Біла                          | 52,389    | 1               | 3897                   | 1                   |
| 4  | Босирівська сільська рада        | с. Босири           | с. Босири                        | 9,000     | 36              | 184                    | 44                  |
| 5  | Горішньовигнанська сільська рада | с. Горішня Вигнанка | с. Горішня Вигнанка с. Переходи  | 15,517    | 29              | 1960                   | 5                   |
| 6  | Джуринська сільська рада         | с. Джурин           | с. Джурин с. Джуринська Слобідка | 30,017    | 5               | 1783                   | 8                   |
| 7  | Заболотівська сільська рада      | с. Заболотівка      | с. Заболотівка                   | 9,155     | 35              | 687                    | 36                  |
| 8  | Залісянська сільська рада        | с. Залісся          | с. Залісся                       | 25,852    | 10              | 1197                   | 16                  |
| 9  | Звиняцька сільська рада          | с. Звиняч           | с. Звиняч с. Скомороше           | 33,322    | 3               | 1384                   | 13                  |
| 10 | Капустинська сільська рада       | с. Капустинці       | с. Капустинці                    | 7,766     | 40              | 494                    | 39                  |
| 11 | Косівська сільська рада          | с. Косів            | с. Косів                         | 26,635    | 9               | 1511                   | 11                  |
| 12 | Коцюбинчицька сільська рада      | с. Коцюбинчики      | с. Коцюбинчики с. Зелена         | 20,926    | 18              | 736                    | 33                  |
| 13 | Кривеньківська сільська рада     | с. Кривеньке        | с. Кривеньке с. Васильків        | 23,551    | 13              | 816                    | 28                  |
| 14 | Милівецька сільська рада         | с. Милівці          | с. Милівці                       | 16,040    | 28              | 782                    | 31                  |
| 15 | Мухавська сільська рада          | с. Мухавка          | с. Мухавка                       | 17,032    | 26              | 706                    | 34                  |
| 16 | Нагірянська сільська рада        | с-ще Нагірянка      | с-ще Нагірянка                   | 14,831    | 30              | 2370                   | 4                   |
| 17 | Палашівська сільська рада        | с. Палашівка        | с. Палашівка с. Криволука        | 24,702    | 11              | 912                    | 25                  |
| 18 | Пастушівська сільська рада       | с. Пастуше          | с. Пастуше                       | 7,930     | 39              | 405                    | 40                  |
| 19 | Полівецька сільська рада         | с. Полівці          | с. Полівці                       | 26,874    | 7               | 1002                   | 21                  |
| 20 | Пробіжнянська сільська рада      | с. Пробіжна         | с. Пробіжна                      | 5,187     | 41              | 1955                   | 6                   |
| 21 | Росохацька сільська рада         | с. Росохач          | с. Росохач                       | 26,864    | 8               | 1947                   | 7                   |
| 22 | Свидівська сільська рада         | с. Свидова          | с. Свидова с. Антонів            | 23,668    | 12              | 1593                   | 10                  |
| 23 | Скородинська сільська рада       | с. Скородинці       | с. Скородинці                    | 14,675    | 31              | 792                    | 30                  |
| 24 | Сокиринецька сільська рада       | с. Сокиринці        | с. Сокиринці                     | 1,270     | 44              | 253                    | 42                  |
| 25 | Сосулівська сільська рада        | с. Сосулівка        | с. Сосулівка                     | 18,460    | 24              | 1176                   | 17                  |
| 26 | Староягільницька сільська рада   | с. Стара Ягільниця  | с. Стара Ягільниця с. Черкавщина | 21,758    | 17              | 801                    | 29                  |
| 27 | Товстеньківська сільська рада    | с. Товстеньке       | с. Товстеньке                    | 29,968    | 6               | 930                    | 24                  |
| 28 | Улашківська сільська рада        | с. Улашківці        | с. Улашківці                     | 20,545    | 20              | 1423                   | 12                  |
| 29 | Швайківська сільська рада        | с. Швайківці        | с. Швайківці                     | 8,068     | 38              | 207                    | 43                  |
| 30 | Шманьківська сільська рада       | с. Шманьківці       | с. Шманьківці                    | 14,405    | 32              | 745                    | 32                  |
| 31 | Шманьківчицька сільська рада     | с. Шманьківчики     | с. Шманьківчики                  | 13,534    | 33              | 870                    | 26                  |
| 32 | Шульганівська сільська рада      | с. Шульганівка      | с. Шульганівка с. Долина         | 20,600    | 19              | 1166                   | 18                  |
| 33 | Ягільницька сільська рада        | с. Ягільниця        | с. Ягільниця                     | 19,429    | 22              | 1314                   | 14                  |

* Примітки: м. — місто, с-ще — селище, смт — селище міського типу, с. — село